# Las Cuartetas

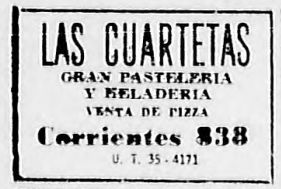
Publicidad de Las Cuartetas en el diario Crítica del 13 de octubre de 1945.

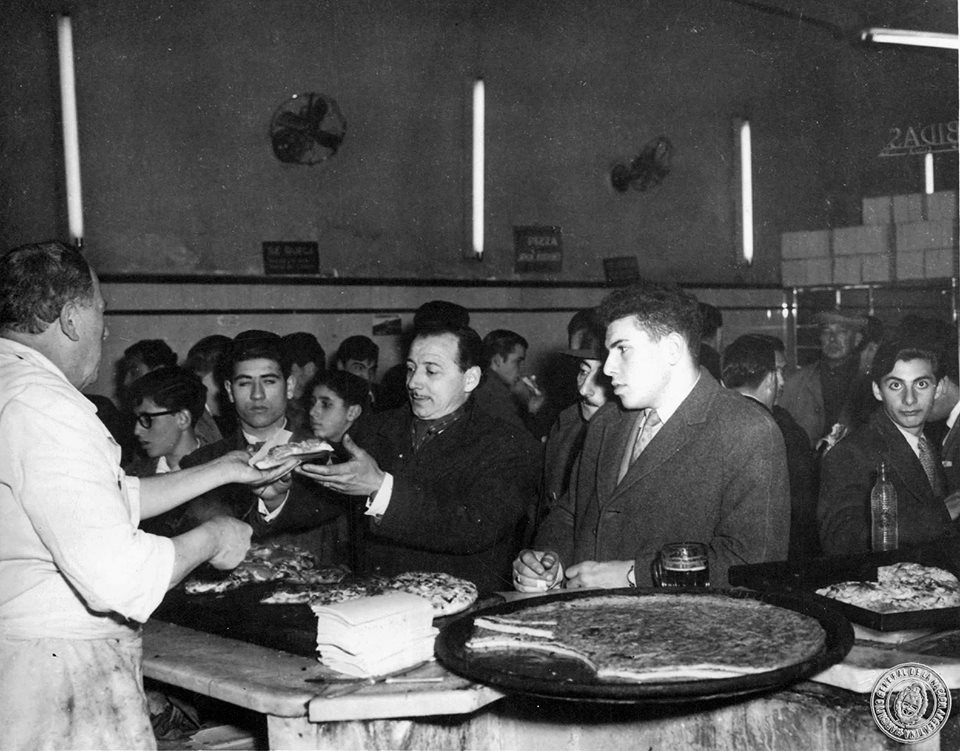
Las Cuartetas, 1958.

Las Cuartetas es una pizzería clásica del céntrico barrio de San Nicolás, en la ciudad de Buenos Aires, Argentina. Se encuentra en la Avenida Corrientes 838, junto al Teatro Ópera. La cuarteta es una estrofa de cuatro versos de arte menor con rima consonante. Los versos suelen ser octosílabos, y la rima se distribuye siguiendo el esquema 8a 8b 8a 8b.
Fue fundada por el vasco Luis Urcola y el catalán José Espinach. Su nombre se explica con un relato, casi una leyenda urbana, que dice que en la década de 1930 era comensal del restaurante el poeta del tango Alberto Vacarezza, quien acostumbraba a sentarse en una mesa a escribir sus cuartetas, y luego las colocaba sobre porciones de sopa inglesa. Por esta particularidad, los clientes habrían comenzado a llamar al local con su nombre actual “La Casa de Las Cuartetas”. Aunque originalmente se había instalado en la esquina de Corrientes y Libertad, a los pocos años se trasladó a su lugar actual. En 1957, los empleados compraron a Espinach y Urcola el fondo de comercio y formaron una S.R.L. vigente hasta hoy.
Otra historia justifica un plato exclusivo de Las Cuartetas, llamado pizza Salvatore, que combina el queso mozzarella con anchoas y la fugazza (pizza con cebolla), supuestamente llamado en honor a un comensal llamado Salvatore que intervino en la creación de esa combinación de ingredientes.

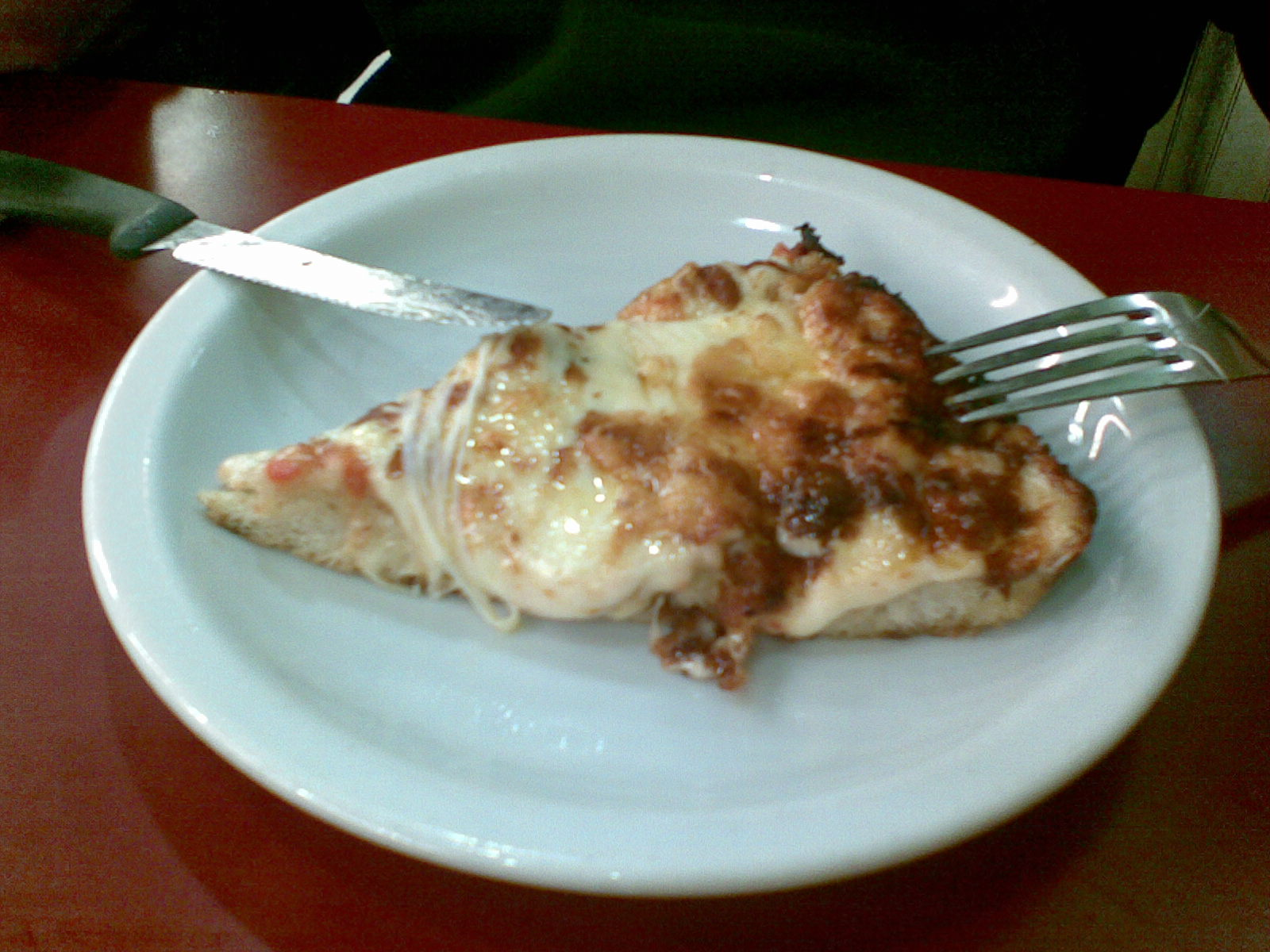
Porción de pizza de Las Cuartetas

En este clásico local, la pizza se prepara al molde (es decir, con masa gruesa y no demasiado crocante), por lo cual es difícil comerla con las manos y sin un plato. Sin embargo, a pedido del cliente, se hacen también pizzas media masa (más finas) o a la piedra (fina y crocante). En todos los casos la característica especial de los platos es el abundante queso. También se sirve, acompañando las porciones, la tradicional fainá.

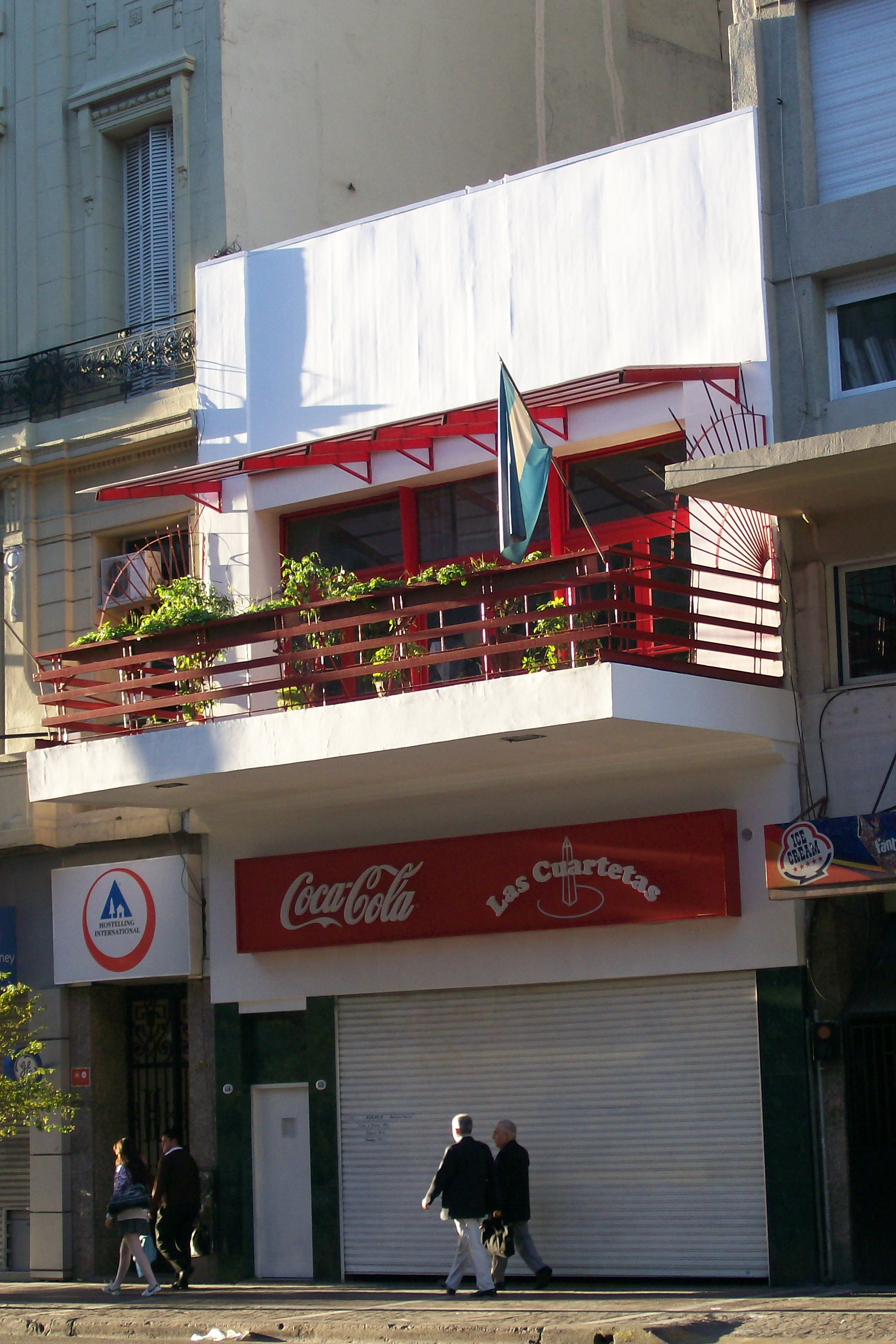
Las Cuartetas

El local se divide en una parte delantera, con el horno y el mostrador donde se realizan los pedidos de entrega a domicilio, y se atiende a los clientes al paso, quienes comen sus porciones de pizza en largas mesadas de mármol en ese primer cuarto. Luego, un pasillo con mesas comunica con el ambiente trasero, destinado a mesas para familias, parejas o grandes reuniones, con mozos que atienden a los clientes. El aspecto general de Las Cuartetas es encuadrado dentro de las pizzerías de la época dorada de la Avenida Corrientes, como Guerrín o la desaparecida Serafín, ambas del otro lado de la Avenida 9 de Julio.